# Vladimír Bechera
Vladimír Bechera (* 14. září 1957) je bývalý slovenský fotbalista. Po skončení aktivní kariéry zůstal u fotbalu jako masér.

## Fotbalová kariéra
Hrál za ZVL Považská Bystrica, ZŤS Petržalka, Slovan Bratislava a Spartak Trnava. V československé lize nastoupil ve 91 utkáních a dal 19 gólů. Hrál za olympijský tým Československa.

## Ligová bilance
| Ročník                                      | Zápasy | Góly | Klub                  |
| ------------------------------------------- | ------ | ---- | --------------------- |
| 1. slovenská národní fotbalová liga 1980/81 | 29     | 3    | ZVL Považská Bystrica |
| 1. československá fotbalová liga 1981/82    | 29     | 7    | ZŤS Petržalka         |
| 1. slovenská národní fotbalová liga 1982/83 | 27     | 11   | ZŤS Petržalka         |
| 1. československá fotbalová liga 1983/84    | 29     | 11   | Slovan Bratislava     |
| 1. československá fotbalová liga 1984/85    | 27     | 1    | Slovan Bratislava     |
| 1. slovenská národní fotbalová liga 1985/86 | 24     | 0    | Slovan Bratislava     |
| 1. slovenská národní fotbalová liga 1986/87 | 10     | 2    | Slovan Bratislava     |
| 1. československá fotbalová liga 1987/88    | 6      | 0    | Spartak Trnava        |
| CELKEM 1. liga                              | 91     | 19   |                       |